# Vibrante múltipla uvular surda
A vibrante múltipla uvular surda é a versão surda de /ʀ/. É um fonema muito raro.
O símbolo é formado pelo /ʀ/ junto com um diacrítico redondo indicando que é uma consoante surda.

## Características
- Sua forma de articulação é o trinado, o que significa que é produzida pelo direcionamento do ar sobre um articulador para que vibre.[1]
- Seu local de articulação é uvular, o que significa que está articulado com a parte posterior da língua (dorso) na úvula. Sua fonação é surda, o que significa que é produzida sem vibrações das cordas vocais.[1]
- Em alguns idiomas, as cordas vocais estão ativamente separadas, por isso é sempre sem voz; em outras, as cordas são frouxas, de modo que pode assumir a abertura de sons adjacentes.[1]
- É uma consoante oral, o que significa que o ar só pode escapar pela boca.[1]
- É uma consoante central, o que significa que é produzida direcionando o fluxo de ar ao longo do centro da língua, em vez de para os lados.[1]
- O mecanismo da corrente de ar é pulmonar, o que significa que é articulado empurrando o ar apenas com os pulmões e o diafragma, como na maioria dos sons.[1]

## Ocorrência
| Língua            | Língua           | Palavra                | AFI       | Significado | Notas |
| ----------------- | ---------------- | ---------------------- | --------- | ----------- | --- |
| Baïnounk Gubëeher | Alguns falantes  | [ exemplo necessário ] |           |             | Alofone do final de palavras de /r/. |
| Neerlandês        | Padrão           | goed                   | [ʀ̥uːt]    | Bom         | Alofone de /r/ depois de consoantes surdas e no final de palavras para falantes com um /r/ uvular. Realização de /r/ varia consideravelmente dependendo do dialeto. |
| Francês           | Belga            | triste                 | [t̪ʀ̥is̪t̪œ]  | Triste      | Alofone de /r/ depois de consoantes surdas; pode ser uma fricativa [χ] no lugar.                                                                                    |
| Alemão            | Padrão           | treten                 | [ˈtʀ̥eːtn̩] | Dar passo   | Possível alofone de /r/ depois de consoantes surdas para falantes que realizam /r/ como uma vibrante múltipla uvular [ʀ].                                           |
| Alemão            | Dialeto chemnitz | Rock                   | [ʀ̥ɔkʰ]    | Saia        | Variação livre de [ʁ̞], [ʁ], [χ] e [q]. Não ocorre na coda. |
| Limburguês        | Dialeto hasselt  | geer                   | [ɣeːʀ̥]    | Odor        | Possível alofone de final de palavras de /r/; pode ser alveolar [r̥] no lugar.                                                                                       |
| Espanhol          | Dialeto ponce    | perro                  | [ˈpe̞ʀ̥o̞]   | Cachorro    | Esse e [χ] são as realizações primárias de /r/ nesse dialeto. |